# Camionnette de réserve d'air comprimé
Pour les articles homonymes, voir CRAC.
La camionnette de réserve d'air comprimé (CRAC), est un véhicule d'intervention de la brigade de sapeurs-pompiers de Paris (BSPP).

## Description
Elle est destinée à apporter un soutien technique lors d'incendies particulièrement importants. En effet, elle transporte dix appareils respiratoires isolants ainsi qu'un lot de 32 bouteilles d'air comprimé, similaires aux blocs de plongée. En outre, elle dispose d'une caméra thermique et d'un système de doseur-mélangeur en ligne.
La camionnette de réserve d'air comprimé est armée par deux sapeurs-pompiers. Véhicule destiné aux interventions d'urgence, elle possède un avertisseur sonore d'urgence couplé à deux gyrophares bleus, l'un à l'avant et l'autre à l'arrière de la cellule. Comme la majorité des véhicules de la brigade, ces camionnettes sont dotées du réseau de communication Antares.
L'équivalent de la CRAC en-dehors de l'agglomération parisienne est le véhicule d'assistance respiratoire.

## Type de véhicule
Au sein de la BSPP, la camionnette de réserve d'air comprimé est construite sur base de châssis de Renault Master II. Sa plaque d'immatriculation reprend les initiales CRAC auxquelles a été ajouté un nombre à un ou deux chiffres suivant le véhicule.  